# Riscaldamento solare
Con riscaldamento solare ci si può riferire ad una varietà di processi, il più comune dei quali è riscaldamento di acqua o aria nei pannelli solari termici.
Con lo stesso termine ci si riferisce, più in generale, al riscaldamento di qualsiasi corpo, compresi ad esempio le case o gli esseri viventi, per via dell'irraggiamento solare. Questo processo dipende dalla radiazione solare dalla superficie esposta, dalla capacità di riflettere i raggi solari, dall'emittenza superficiale, dalla temperatura ambiente e dalla convezione termica dovuta al vento. Il processo raggiunge un equilibrio quando il calore ricevuto dal sole è uguale al calore riflesso sommato al calore irradiato dall'oggetto e a quello perso per convenzione. Gli oggetti bianchi sono più freddi degli altri perché le variabili da cui il processo dipende in misura maggiore sono collegate proprio alle proprietà della superficie che sono influenzate dalla colorazione. Gli oggetti argentati si scaldano anche se sono eccellenti riflettori perché emettono poco calore. La pelle umana e molti altri tessuti biologici, come quelli che compongono le foglie, hanno un'emittenza quasi perfetta (prossima all'unità in una scala che corre da 0 a 1) e quindi si mantengono fresche. 
Bisogna notare che è impossibile per un materiale essere un buon assorbitore ad una certa frequenza e allo stesso tempo un povero emettitore alla stessa frequenza (o viceversa). La differenza fra emissione ed assorbimento nasce perché la radiazione emessa da un corpo relativamente freddo come il corpo umano ha una frequenza molto minore che la radiazione emessa da un oggetto caldo come il sole. I materiali che non hanno un'alta emittenza per le basse frequenza ma emettono facilmente ad alta frequenza saranno molto più freddi di materiali che si comportano al contrario.